# 遠古外星人
《遠古外星人》（英語：Ancient Aliens）是一个美国电视系列，由普羅米修斯娛樂制作，于2010年4月20日在历史频道首播，至2020年已播放第15季。该节目基于古代太空人假说，展现了包含过去人类与外星人接触的历史文献、考古证据和传说。此节目被批评为宣扬伪科学和野史。
這套節目在香港由TVB在J5播映，取名《古今天外》，2016年播放第一季、第二季，由張炳強旁白。2017年播放第三季、第四季，由招世亮旁白。2018年播放第五季，改由無綫財經·資訊台播放。
中国中央电视台魅力纪录栏目在2014年以《来自远古星星的你》片名播放，內容有大幅刪減。